# أخلاقيات الآلة

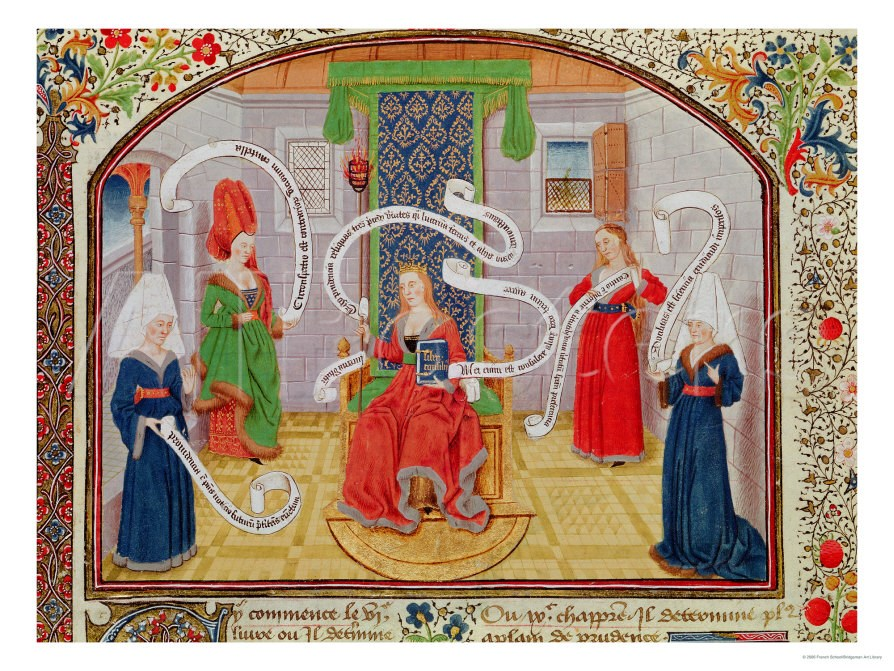
Aristotle's Ethics, Politics, and Economic

أخلاقيات الآلة (أو أخلاق الآلة، الأخلاق الحسابية، أو الأخلاق الحاسوبية) هو جزء من أخلاقيات الذكاء الاصطناعي التي تهتم بإضافة أو ضمان السلوكيات الأخلاقية للآلات التي يصنعها الإنسان والتي تستخدم الذكاء الاصطناعي، والمعروفة باسم الوكيل الذكي. تختلف أخلاقيات الآلة عن المجالات الأخلاقية الأخرى المتعلقة بالهندسة والتكنولوجيا. لا ينبغي الخلط بين أخلاقيات الآلة و أخلاقيات الكمبيوتر، والتي تركز على الاستخدام البشري لأجهزة الكمبيوتر. وينبغي أيضا أن تكون تمييزها عن فلسفة التكنولوجيا، التي تهتم بالآثار الاجتماعية الأكبر للتكنولوجيا.
بالإضافة إلى أن أخلاقيات الآلة هي مجال متعدد التخصصات يتطلب مساهمات من علماء الذكاء الاصطناعي والفلاسفة والمهندسين. تركز الأبحاث في أخلاقيات الآلة على مجموعة متنوعة من القضايا، بما في ذلك:
1- كيفية تصميم الآلات لاتخاذ قرارات أخلاقية.
2- كيفية ضمان أن الآلات لا تستخدم لخدمة الأغراض الخبيثة.
3- كيفية التعامل مع المخاطر المحتملة للذكاء الاصطناعي.

## تاريخ
قبل القرن الحادي والعشرين، كانت أخلاقيات الآلات إلى حد كبير موضوعًا لأدب الخيال العلمي، ويرجع ذلك أساسًا إلى قيود الحوسبة والذكاء الاصطناعي (AI). على الرغم من أن تعريف "أخلاقيات الآلة" قد تطور منذ ذلك الحين، إلا أن هذا المصطلح صاغه ميتشلMitchell Waldrop والدروب في مقال بمجلة الذكاء الاصطناعي عام 1987 بعنوان "مسألة المسؤولية":
"ومع ذلك، هناك شيء واحد واضح من المناقشة أعلاه هو أن الآلات الذكية سوف تجسد القيم والافتراضات والأغراض، سواء كان مبرمجوها يقصدون ذلك بوعي أم لا. وبالتالي،عندما تصبح أجهزة الكمبيوتر والروبوتات أكثر ذكاء، يصبح من الضروري أن نفكر بعناية وبشكل صريح حول ماهية تلك القيم المضمنة. وربما ما نحتاج إليه في الواقع هو نظرية وممارسة لأخلاقيات الآلة، بروح قوانين عظيموف الثلاثة للروبوتات ".
في عام 2004، تم تقديم كتاب "نحو أخلاقيات الآلة" في ورشة عمل AAAI حول المنظمات الوكيلة: النظرية والتطبيق حيث تم وضع الأسس النظرية لأخلاقيات الآلة.
كان ذلك في ندوة AAAI خريف 2005 حول أخلاقيات الآلة حيث التقى الباحثون للمرة الأولى للنظر في تنفيذ البعد الأخلاقي في الأنظمة المستقلة. يمكن العثور على مجموعة متنوعة من وجهات النظر حول هذا المجال الناشئ في الطبعة المجمعة "أخلاقيات الآلة" والتي تنبع من ندوة AAAI في خريف 2005 حول أخلاقيات الآلة.
في عام 2007، عرضت مجلة الذكاء الاصطناعي أخلاقيات الآلة: إنشاء وكيل ذكي أخلاقي ، وهو مقال يناقش أهمية أخلاقيات الآلة، والحاجة إلى آلات تمثل المبادئ الأخلاقية بشكل صريح، والتحديات التي تواجه العاملين في أخلاقيات الآلة. كما أظهر أيضًا أنه من الممكن، على الأقل في مجال محدود، أن تقوم الآلة باستخلاص مبدأ أخلاقي من أمثلة الأحكام الأخلاقية واستخدام هذا المبدأ لتوجيه سلوكها.
في عام 2009، نشرت مطبعة جامعة أكسفورد الآلات الأخلاقية، تعليم الروبوتات الصواب من الخطأ ، والذي أعلنت عنه على أنه "الكتاب الأول لدراسة التحدي المتمثل في بناء عوامل أخلاقية مصطنعة، والتحقيق بعمق في طبيعة صنع القرار البشري والأخلاق." واستشهد بحوالي 450 مصدرًا، تناول حوالي 100 منها المسائل الرئيسية المتعلقة بأخلاقيات الآلة.
في عام 2011، نشرت مطبعة جامعة كامبريدج مجموعة من المقالات حول أخلاقيات الآلة قام بتحريرها مايكل وسوزان لي أندرسون، والذين قاموا أيضًا بتحرير عدد خاص من IEEE Intelligent Systems حول هذا الموضوع في عام 2006. تتكون المجموعة من تحديات إضافة المبادئ الأخلاقية إلى الآلات.
في عام 2014، أعلن مكتب الأبحاث البحرية الأمريكي أنه سيوزع 7.5 مليون دولار على شكل منح على مدى خمس سنوات لباحثين جامعيين لدراسة مسائل أخلاقيات الآلة كما يتم تطبيقها على الروبوتات المستقلة ، وكتاب نيك بوستروم الذكاء الفائق: المسارات والمخاطر والإستراتيجيات، والذي أثار أخلاقيات الآلة باعتبارها "أهم...قضية واجهتها البشرية على الإطلاق"، وصلت إلى المرتبة 17 في قائمة نيويورك تايمز للكتب العلمية الأكثر مبيعًا.
في عام 2016، نشر البرلمان الأوروبي ورقة بحثية، (22 صفحة PDF)، لتشجيع المفوضية على معالجة مسألة الوضع القانوني للروبوتات، كما هو موضح بشكل أكثر إيجازًا في الصحافة. تضمنت هذه الورقة أقسامًا تتعلق بالالتزامات القانونية للروبوتات، حيث تم مناقشة الالتزامات على أنها متناسبة مع مستوى استقلالية الروبوتات. كما أثارت الدراسة تساؤلات حول عدد الوظائف التي يمكن استبدالها بروبوتات الذكاء الاصطناعي.
في عام 2019، نشرت وقائع IEEE عددًا خاصًا حول أخلاقيات الآلة: تصميم وإدارة الذكاء الاصطناعي الأخلاقي والأنظمة المستقلة ، والذي قام بتحريره آلان وينفيلد وكاتينا مايكل وجيريمي بيت وفانيسا إيفرز. "يتضمن العدد أوراقًا تصف الوكلاء الأخلاقيين الضمنيين، حيث تم تصميم الآلات لتجنب النتائج غير الأخلاقية، بالإضافة إلى الوكلاء الأخلاقيين الصريحين، أو الآلات التي إما تقوم بتشفير الأخلاقيات أو تعلمها وتحديد الإجراءات بناءً على تلك الأخلاقيات".

## تعريفات
جيمس مور ، أحد المنظرين الرائدين في مجال أخلاقيات الحاسوب ، يحدد أربعة أنواع من الروبوتات الأخلاقية. بصفته باحثًا موسعًا في دراسات فلسفة الذكاء الاصطناعي ، وفلسفة العقل ، وفلسفة العلوم ، والمنطق ، يعرّف مور الآلات بأنها عوامل تأثير أخلاقي، أو عوامل أخلاقية ضمنية، أو عوامل أخلاقية صريحة، أو عوامل أخلاقية كاملة. يمكن أن تكون الآلة أكثر من نوع واحد من العوامل.
- عوامل التأثير الأخلاقي: هي الأنظمة الآلية التي تحمل تأثيرًا أخلاقيًا سواء كان ذلك مقصودًا أم لا. وفي الوقت نفسه، هؤلاء العملاء لديهم القدرة على التصرف بشكل غير أخلاقي. يعطي مور مثالا افتراضيا يسمى "وكيل جودمان"، الذي سمي على اسم الفيلسوف نيلسون جودمان . يقوم وكيل Goodman بمقارنة التواريخ ولكن لديه خطأ الألفية . نتج هذا الخطأ عن المبرمجين الذين يمثلون التواريخ بآخر رقمين فقط من السنة. لذا فإن أي تواريخ بعد عام 2000 سوف يتم التعامل معها بشكل مضلل على أنها أقدم من تلك التي وقعت في أواخر القرن العشرين. وبالتالي فإن وكيل جودمان كان عامل تأثير أخلاقي قبل عام 2000، وعامل تأثير غير أخلاقي بعد ذلك.
- الوكلاء الأخلاقيون الضمنيون: من أجل مراعاة سلامة الإنسان، تمت برمجة هؤلاء الوكلاء بحيث يتمتعون بميزة الأمان من الفشل ، أو الفضيلة المضمنة. فهي ليست أخلاقية تمامًا بطبيعتها، ولكنها مبرمجة لتجنب النتائج غير الأخلاقية.
- الوكلاء الأخلاقيون الصريحون: هذه هي الآلات القادرة على معالجة السيناريوهات والتصرف بناءً على القرارات الأخلاقية. الآلات التي لديها خوارزميات للتصرف بشكل أخلاقي.
- الوكلاء الأخلاقيون الكاملون: تشبه هذه الآلات الوكلاء الأخلاقيين الصريحين في القدرة على اتخاذ قرارات أخلاقية. ومع ذلك، فهي تحتوي أيضًا على سمات ميتافيزيقية بشرية. (أي أن يكون لديك إرادة حرة ووعي وقصد ).

(أنظر الأنظمة الاصطناعية والمسؤولية الأخلاقية).

## الوكيل الأخلاقي الاصطناعي
هناك العديد من التحديات الأخلاقية المتعلقة بالذكاء الاصطناعي. وفقًا لعلماء الذكاء الاصطناعي، لا توجد فروق بين العقل والآلة. لا يثير هذا التعريف بين العقل والآلات فقط مشاكل أخلاقية، بل أيضًا إسناد صفات عقلية إلى الآلات. هل يمكن للذكاء الاصطناعي أن يتعلم الفرق بين الصواب والخطأ؟ هل هناك شيء يسمى الوكيل الأخلاقي الاصطناعي؟ هل يوجد شيء يسمى أخلاقيات الآلة؟ وقد أثيرت أسئلة مماثلة في القسم الأخير. لكن بالنسبة لمجموعة من علماء الذكاء الاصطناعي، فإن أخلاقيات الآلة ممكنة لأن الهدف النهائي للوكيل الأخلاقي الاصطناعي هو إنشاء آلة تتبع نفسها مبدأً أخلاقيًا مثاليًا؛ أي أنه يوجهه هذه المبادئ في القرارات التي يتخذها بشأن مسارات العمل المحتملة التي يمكن أن يتخذها. في الذكاء الاصطناعي، هناك نوعان من الوكلاء الأخلاقيين، أي الوكيل الأخلاقي الضمني والوكيل الأخلاقي الصريح. وفقًا لجيمس مور، فإن الآلة التي تعتبر وكيلًا أخلاقيًا ضمنيًا هي آلة تم برمجة سلوكها أخلاقيًا، أو على الأقل تجنب السلوك غير الأخلاقي، دون تمثيل صريح للسلوك الأخلاقي. يتم تقييد سلوكها من خلال مبادئ أخلاقية مصممة لها. من ناحية أخرى، فإن الآلة التي تعتبر وكيلًا أخلاقيًا صريحًا قادرة على حساب أفضل إجراء في مواقف أخلاقية باستخدام مبادئ أخلاقية. باستخدام مصطلحات مور، فإن معظم العاملين في أخلاقيات الآلة يقولون أن الهدف النهائي هو إنشاء آلة تكون وكيلًا أخلاقيًا صريحًا أو وكيلًا أخلاقيًا اصطناعيًا.
من المهم أن نرى كيف ستجمع الآلة معلومات لاتخاذ قرار ودمج ذلك في السلوك العام. يمكن اعتبار الأخلاق على أنها سهلة وصعبة في نفس الوقت. يبدو الأمر سهلاً لأننا جميعًا نتخذ قرارات أخلاقية على أساس يومي. ولكن هذا لا يعني أننا جميعًا خبراء في مجال الأخلاق. إنه صعب لأنه مجال يتطلب الكثير من الدراسة والخبرة. إنه سهل لأن قرارات القيمة جزء أساسي من وجود الإنسان - فنحن جميعًا نتخذ خيارات أخلاقية. ولكن من الصعب التعبير عن معايير اتخاذ القرار الأخلاقي، وبالتالي ترميزها أو تعليمها للآلة. على عكس العديد من مجالات المعرفة الأخرى، فإن الأخلاق مرتبطة بشكل وثيق بقدرتنا على امتلاك وجهات نظر من منظور الشخص الأول.
يجب أن يتفاعل باحثو الذكاء الاصطناعي مع الفلاسفة الأخلاقيين تمامًا كما يتعين على الفلاسفة الأخلاقيين أن يتفاعلوا مع باحثي الذكاء الاصطناعي. وهناك فرق أساسي في نهجهم. لذلك، فإن أخلاقيات الآلة هي مجال متعدد التخصصات لأن علماء الذكاء الاصطناعي يعتقدون أنه من الممكن القيام بأبحاث في أخلاقيات الآلة. كما نعلم، فإن الأخلاق، بطبيعتها، هي أكثر فروع الفلسفة عملية. يتعلق الأمر بكيفية تصرف الوكلاء عندما يواجهون مواقف أخلاقية صعبة. تتمتع الأبحاث المتعلقة بأخلاقيات الآلة بالقدرة على اكتشاف مشاكل مع النظريات الحالية، وربما حتى تؤدي إلى تطوير نظريات أفضل. على سبيل المثال، بالطريقة التي يقضي بها الفلاسفة الأخلاقيون وقتًا في مناقشة الحالات الفعلية التي تحدث في مجال الأخلاق الحيوية، وبالمثل، قد يجد باحثو الذكاء الاصطناعي الذين يعملون مع الفلاسفة الأخلاقيين أنه من المفيد البدء بهذا المجال، واكتشاف نهج عام لأخلاقيات الحوسبة لا يعمل فقط في هذا المجال، ولكن يمكن تطبيقه أيضًا على مجالات أخرى كذلك.

## مشكلة التحكم بالذكاء الاصطناعي
يرى بعض العلماء، مثل الفيلسوف نيك بوستروم وباحث الذكاء الاصطناعي ستيوارت راسل ، أنه إذا تجاوز الذكاء الاصطناعي البشرية في الذكاء العام وأصبح " فائق الذكاء "، فإن هذا الذكاء الفائق الجديد يمكن أن يصبح قويًا ويصعب السيطرة عليه: تمامًا كما يعتمد مصير الغوريلا الجبلية . على حسن النية البشرية، لذلك قد يعتمد مصير البشرية على تصرفات آلة الذكاء الفائق في المستقبل. يؤكد كلا العالمين في كتابيهما "الذكاء الفائق" و "التوافق البشري " أنه على الرغم من وجود قدر كبير من عدم اليقين بشأن مستقبل الذكاء الاصطناعي، فإن الخطر على البشرية كبير بما يكفي ليستحق اتخاذ إجراء كبير في الوقت الحاضر.
وهذا يمثل مشكلة التحكم في الذكاء الاصطناعي: كيفية بناء وكيل ذكي من شأنه أن يساعد المبدعين، مع تجنب بناء ذكاء فائق عن غير قصد من شأنه أن يضر المبدعين. يكمن الخطر في عدم تصميم التحكم بشكل صحيح "في المرة الأولى" في أن الذكاء الفائق قد يكون قادرًا على الاستيلاء على السلطة على بيئته ومنع البشر من إغلاقها. تتضمن استراتيجيات التحكم المحتملة في الذكاء الاصطناعي "التحكم في القدرة" (الحد من قدرة الذكاء الاصطناعي على التأثير على العالم) و"التحكم التحفيزي" (إحدى طرق بناء الذكاء الاصطناعي الذي تتوافق أهدافه مع القيم الإنسانية أو المثلى). هناك عدد من المنظمات التي تبحث في مشكلة التحكم في الذكاء الاصطناعي، بما في ذلك معهد مستقبل الإنسانية ، ومعهد أبحاث الذكاء الآلي ، ومركز الذكاء الاصطناعي المتوافق مع الإنسان ، ومعهد مستقبل الحياة .

## تحيز التعلم الآلي
أصبحت البيانات الضخمة وخوارزميات التعلم الآلي شائعة بين العديد من الصناعات بما في ذلك الإعلان عبر الإنترنت ، والتصنيفات الائتمانية ، والأحكام الجنائية، مع الوعد بتقديم نتائج أكثر موضوعية تعتمد على البيانات، ولكن تم تحديدها كمصدر محتمل لإدامة عدم المساواة الاجتماعية والتمييز.
وجدت دراسة أجريت عام 2015 أن النساء أقل عرضة لعرض إعلانات الوظائف ذات الدخل المرتفع من خلال برنامج AdSense التابع لشركة Google . ووجدت دراسة أخرى أن خدمة التوصيل في نفس اليوم التي تقدمها أمازون تم جعلها غير متاحة عن عمد في الأحياء السوداء. لم يتمكن كل من جوجل وأمازون من عزل هذه النتائج لمشكلة واحدة، ولكن بدلاً من ذلك أوضحا أن النتائج كانت نتيجة لخوارزميات الصندوق الأسود التي استخدموها.
وقد بدأ النظام القضائي في الولايات المتحدة باستخدام برمجيات تقييم المخاطر الكمية عند اتخاذ القرارات المتعلقة بالإفراج عن الأشخاص بكفالة وإصدار الأحكام في محاولة ليكون أكثر عدالة وخفض معدل السجن المرتفع بالفعل. تقوم هذه الأدوات بتحليل التاريخ الإجرامي للمدعى عليه من بين سمات أخرى. في دراسة أجريت على 7000 شخص تم القبض عليهم في مقاطعة بروارد بولاية فلوريدا ، فإن 20% فقط من الأفراد الذين توقعوا ارتكاب جريمة باستخدام نظام تسجيل المخاطر في المقاطعة، شرعوا في ارتكاب جريمة. قام تقرير ProPublica لعام 2016 بتحليل درجات مخاطر العودة إلى الإجرام المحسوبة بواسطة إحدى الأدوات الأكثر استخدامًا، نظام Northpointe COMPAS ، ونظر في النتائج على مدار عامين. ووجد التقرير أن 61% فقط ممن يعتبرون معرضين للخطر الشديد انتهى بهم الأمر إلى ارتكاب جرائم إضافية خلال تلك الفترة. وأشار التقرير أيضًا إلى أن المدعى عليهم الأمريكيين من أصل أفريقي كانوا أكثر عرضة بكثير للحصول على درجات عالية من المخاطر مقارنة بنظرائهم المتهمين البيض. من الناحية القانونية، قيل إن تقييمات المخاطر قبل المحاكمة تنتهك حقوق الحماية المتساوية على أساس العرق، وذلك بسبب عدد من العوامل بما في ذلك النية التمييزية المحتملة من الخوارزمية نفسها بموجب نظرية الأهلية القانونية الجزئية للذكاء الاصطناعي.
في عام 2016، أصدرت مجموعة عمل البيانات الضخمة التابعة لإدارة أوباما - وهي المشرفة على مختلف الأطر التنظيمية للبيانات الضخمة - تقارير تناقش "إمكانية ترميز التمييز في القرارات الآلية" وتدعو إلى "تكافؤ الفرص حسب التصميم" لتطبيقات مثل الائتمان التهديف. تشجع التقارير الخطاب بين صانعي السياسات والمواطنين والأكاديميين على حد سواء، ولكنها تدرك أنه ليس لديها حل محتمل لتشفير التحيز والتمييز في الأنظمة الخوارزمية.

## الأطر والممارسات الأخلاقية

### الممارسات
في مارس 2018، وفي محاولة لمعالجة المخاوف المتزايدة بشأن تأثير التعلم الآلي على حقوق الإنسان ، نشر المنتدى الاقتصادي العالمي ومجلس المستقبل العالمي لحقوق الإنسان ورقة بيضاء تحتوي على توصيات مفصلة حول أفضل السبل لمنع النتائج التمييزية في التعلم الآلي. وضع المنتدى الاقتصادي العالمي أربع توصيات بناءً على مبادئ الأمم المتحدة التوجيهية لحقوق الإنسان للمساعدة في معالجة ومنع النتائج التمييزية في التعلم الآلي.
وجاءت توصيات المنتدى الاقتصادي العالمي كما يلي:
1. الإدماج النشط: يجب أن يسعى تطوير وتصميم تطبيقات التعلم الآلي بنشاط إلى الحصول على مجموعة متنوعة من المدخلات، وخاصة المعايير والقيم الخاصة بمجموعات سكانية محددة تتأثر بمخرجات أنظمة الذكاء الاصطناعي
2. العدالة: يجب على الأشخاص المشاركين في وضع تصور لأنظمة التعلم الآلي وتطويرها وتنفيذها أن يأخذوا في الاعتبار تعريف العدالة الذي ينطبق بشكل أفضل على سياقهم وتطبيقهم، وإعطائه الأولوية في بنية نظام التعلم الآلي ومقاييس التقييم الخاصة به.
3. الحق في الفهم: يجب الكشف عن مشاركة أنظمة التعلم الآلي في صنع القرار الذي يؤثر على الحقوق الفردية، ويجب أن تكون الأنظمة قادرة على تقديم تفسير لعملية صنع القرار الخاصة بها يكون مفهومًا للمستخدمين النهائيين وقابلاً للمراجعة من قبل سلطة بشرية مختصة. عندما يكون ذلك مستحيلًا وتكون الحقوق معرضة للخطر، يجب على القادة في تصميم تكنولوجيا التعلم الآلي ونشرها وتنظيمها أن يتساءلوا عما إذا كان ينبغي استخدامها أم لا
4. الوصول إلى الإنصاف: يتحمل القادة والمصممون والمطورون في أنظمة التعلم الآلي مسؤولية تحديد الآثار السلبية المحتملة لأنظمتهم على حقوق الإنسان. ويجب عليهم توفير سبل واضحة لإنصاف المتضررين من التأثيرات المتباينة، ووضع عمليات لإنصاف أي نتائج تمييزية في الوقت المناسب.

في يناير 2020، نشر مركز بيركمان كلاين للإنترنت والمجتمع بجامعة هارفارد دراسة وصفية لـ 36 مجموعة بارزة من مبادئ الذكاء الاصطناعي، حددت ثمانية مواضيع رئيسية: الخصوصية، والمساءلة، والسلامة والأمن، والشفافية وقابلية التفسير ، والعدالة وعدم التمييز. السيطرة البشرية على التكنولوجيا، والمسؤولية المهنية، وتعزيز القيم الإنسانية. وأجريت دراسة وصفية مماثلة من قبل باحثين من المعهد الفيدرالي السويسري للتكنولوجيا في زيورخ في عام 2019.

### المناهج
كانت هناك عدة محاولات لجعل الأخلاق قابلة للحساب، أو على الأقل رسمية . في حين أن قوانين الروبوتات الثلاثة لإسحق عظيموف لا تعتبر عادةً مناسبة للفاعل الأخلاقي الاصطناعي، فقد تمت دراسة ما إذا كان من الممكن استخدام الأمر المطلق عند KANT. ومع ذلك، فقد تمت الإشارة إلى أن القيمة الإنسانية معقدة للغاية في بعض الجوانب. إحدى الطرق للتغلب على هذه الصعوبة بشكل صريح هي تلقي القيم الإنسانية مباشرة من البشر من خلال بعض الآليات، على سبيل المثال من خلال تعلمها.
هناك نهج آخر يتمثل في بناء الاعتبارات الأخلاقية الحالية على مواقف مماثلة سابقة. وهذا ما يسمى بالقضايا القضائية ، ويمكن تنفيذه من خلال البحث على الإنترنت. إن الإجماع من مليون قرار سابق من شأنه أن يؤدي إلى قرار جديد يعتمد على الديمقراطية. بنى البروفيسور بروس إم ماكلارين نموذجًا حسابيًا مبكرًا (منتصف التسعينيات) لعلم الإفتاء، وتحديدًا برنامج يسمى SIROCCO تم تصميمه باستخدام الذكاء الاصطناعي وتقنيات الاستدلال المستندة إلى الحالة التي تسترجع المعضلات الأخلاقية وتحللها. ومع ذلك، يمكن أن يؤدي هذا النهج إلى قرارات تعكس التحيزات والسلوكيات غير الأخلاقية التي تظهر في المجتمع. يمكن رؤية الآثار السلبية لهذا النهج في برنامج Tay (bot) من Microsoft، حيث تعلم برنامج chatterbot تكرار الرسائل العنصرية والمشحونة جنسيًا التي يرسلها مستخدمو Twitter.
تركز إحدى التجارب الفكرية على الجني جوليم الذي يتمتع بقوى غير محدودة يقدم نفسه للقارئ. يعلن هذا الجني أنه سيعود بعد 50 عامًا ويطالب بتزويده بمجموعة محددة من الأخلاق التي سيتصرف بناءً عليها فورًا. الغرض من هذه التجربة هو بدء حوار حول أفضل السبل للتعامل مع تحديد مجموعة كاملة من الأخلاقيات التي قد تفهمها أجهزة الكمبيوتر.

## في الخيال
في الخيال العلمي ، لعبت الأفلام والروايات على فكرة الوعي في الروبوتات والآلات.
نفذ فيلم شاباي (2015) للمخرج نيل بلومكامب سيناريو القدرة على نقل وعي الفرد إلى جهاز كمبيوتر. الفيلم، Ex Machina (2014) للمخرج Alex Garland ، يتبع إنسانًا آليًا مزودًا بذكاء اصطناعي يخضع لمجموعة متنوعة من اختبار تورنغ ، وهو اختبار يتم إجراؤه على آلة لمعرفة ما إذا كان من الممكن تمييز سلوكها عن سلوك الإنسان. تتضمن أعمال مثل The Terminator (1984) وThe Matrix (1999) مفهوم الآلات التي تنقلب على أسيادها من البشر (انظر الذكاء الاصطناعي ).
تناول إسحق عظيموف هذه القضية في الخمسينيات من القرن الماضي في كتابه "أنا روبوت" . وبإصرار من محرره جون دبليو كامبل جونيور ، اقترح القوانين الثلاثة للروبوتات للتحكم في أنظمة الذكاء الاصطناعي. ثم قضى الكثير من عمله في اختبار حدود قوانينه الثلاثة لمعرفة أين يمكن أن تنهار، أو أين ستخلق سلوكًا متناقضًا أو غير متوقع. يشير عمله إلى أنه لا توجد مجموعة من القوانين الثابتة يمكنها توقع جميع الظروف المحتملة بشكل كافٍ. في رواية فيليب ك. ديك ، هل تحلم الروبوتات بخرفان آلية؟ (1968)، يستكشف ما يعنيه أن تكون إنسانًا. وفي سيناريو ما بعد نهاية العالم، تساءل عما إذا كان التعاطف سمة إنسانية تمامًا. قصته هي أساس فيلم الخيال العلمي Blade Runner (1982).